# Isaiah Cousins
Pour les articles homonymes, voir Cousins.
Isaiah Cousins, né le 13 mars 1994 à Mount Vernon, New York, est un joueur américain de basket-ball. Il évolue aux postes de meneur et d'arrière.

## Biographie

### Carrière universitaire
Il passe ses quatre années universitaires à l'Université de l'Oklahoma où il joue pour les Sooners.

### Carrière professionnelle

#### Kings de Sacramento (depuis 2016)
Le 23 juin 2016, lors de la draft 2016 de la NBA, automatiquement éligible, il est sélectionné à la 59e position par les Kings de Sacramento.

## Statistiques

### Universitaires
Les statistiques en matchs universitaires de Isaiah Cousins sont les suivantes :
| Saison    | Équipe   | Matchs | Titul. | Min./m | % Tir | % 3pts | % LF | Rbds/m. | Pass/m. | Int/m. | Ctr/m. | Pts/m. |
| --------- | -------- | ------ | ------ | ------ | ----- | ------ | ---- | ------- | ------- | ------ | ------ | ------ |
| 2012-2013 | Oklahoma | 32     | 14     | 15,8   | 27,9  | 25,0   | 68,4 | 1,97    | 1,56    | 0,72   | 0,06   | 2,66   |
| 2013-2014 | Oklahoma | 33     | 33     | 29,5   | 44,1  | 40,4   | 80,4 | 4,24    | 2,12    | 1,21   | 0,33   | 11,03  |
| 2014-2015 | Oklahoma | 35     | 35     | 30,8   | 42,4  | 45,0   | 64,8 | 4,60    | 2,20    | 1,23   | 0,37   | 11,69  |
| 2015-2016 | Oklahoma | 37     | 37     | 33,3   | 40,6  | 41,1   | 67,0 | 4,46    | 4,54    | 1,38   | 0,27   | 12,65  |
| Total     |          | 137    | 119    | 27,7   | 40,8  | 40,7   | 71,1 | 3,86    | 2,66    | 1,15   | 0,26   | 9,68   |

## Palmarès
- Parade All-American (2012)